# Кеннет Карпентер
Кеннет Карпентер (англ. Kenneth Carpenter; нар. 21 вересня 1949, Токіо, Японія) — американський професор палеонтології. Директор Музею доісторичної епохи Коледжу Східної Юти в Прайсі (з 2010 року), науковий консультант Національного географічного товариства і BBC. Колишній директор Східного доісторичного музею Університету США, автор та співавтор книг про динозаврів та життя мезозою, а у 2020 році вийшов на пенсію.
Основні наукові інтереси — панцирні динозаври (Ankylosauria та Stegosauria), а також ранньокрейдяні динозаври з формації Кедрової гори на сході Юти. Також у його спеціалізацію входить палеопатологія (вивчення хвороб динозаврів), біомеханіка кінцівок динозаврів, тафономія (вивчення процесу скам'яніння) та онтогенез динозаврів (ріст від ембріона до зрілої дорослої особини).

## Біографія
Кен Карпентер народився 1949 року в Токіо. За його власними словами, інтерес до динозаврів розбудив у ньому переглянутий у п'ятирічному віці фільм про Ґодзіллу. Згодом Карпентер віддасть данину дитячому захопленню, назвавши описаний ним рід целофізоїдів (хижих динозаврів тріасового періоду) Gojirasaurus. 1998 року Карпентер також опублікував в «Офіційному компендіумі Ґодзілли» жартівливу «наукову» статтю «Точка зору палеонтолога на Ґодзіллу» (англ. A Dinosaur Paleontologist's View of Godzilla), де розглядав можливий зв'язок кіномонстра з базальними тероподами й абелізаврідами — просунутішим сімейством цератозаврів.
Надалі Карпентер співпрацював зі Смітсонівським інститутом і працював як препаратор у Музеї Скелястих гір (Бозмен, Монтана) і Музеї природної історії Карнегі в Піттсбурзі, а наприкінці 1989 року став головним препаратором Денверського музею природи та науки. У 1995 році він захистив докторську дисертацію в Університеті Колорадо і до 1998 року був визнаним авторитетом у галузі палеонтології динозаврів (зокрема, анкілозаврів пізнього крейдяного періоду) та фахівцем з експозиції великих скелетів. У 2010 році його запросили на роботу в Коледж східної Юти (нині філія Університету штату Юта) на посаду директора Музею доісторичної епохи.
Крім роду Gojirasaurus, Карпентер (самостійно або у співавторстві) описав і дав назви таким родам динозаврів, як Pectinodon, Maleevosaurus (пізніше його віднесено до тарбозаврів), базальним нодозавридам Gargoyleosaurus та Mymoorapelta, Niobrarasaurus, Animantarx і марконарії Cedarosaurus. Групі Карпентера 1992 року вдалося виявити на той час найкраще збережений скелет стегозавра, і результатом цієї знахідки стала зміна уявлень про зовнішній вигляд стегозаврів. Скоригований образ стегозавра включає підтримуваний у висячому положенні хвіст і розташовані горизонтально, а не вертикально шипи спинного гребеня. Усього за свою кар'єру Кеннет назвав щонайменше 23 динозаври.
Карпентер часто з'являється в телевізійних передачах, зокрема на каналах Discovery та A&E. Він також є науковим консультантом серії програм Бі-Бі-Сі «Планета динозаврів».

## Науковий доробок
Карпентер опублікував понад 250 наукових робіт, у тому числі 13 книг.
Книги
- Kenneth Carpenter. Акрокантозавр, всередині та зовні = Acrocanthosaurus Inside and Out. — University of Oklahoma Press, 2016. — 152 с. — ISBN 978-0806153933.
- Horns and Beaks: Ceratopsian and Ornithopod Dinosaurs (Life of the Past) / Kenneth Carpenter. — Indiana University Press, 2006. — 384 с. — ISBN 978-0253348173.
- J.D. Lees, Marc Cerasini, Kenneth Carpenter (есе гостя). A Dinosaur Paleontologist's View of Godzilla // The Official Godzilla Compendium. — Random House, 1998. — С. 102-106. — ISBN ‎978-0679888222.
- Kenneth Carpenter. The Dinosaurs of Marsh and Cope. — Cañon City, Colorado : Garden Park Paleontology Society, 1996. — 22 с.
- Dinosaur Eggs and Babies / Kenneth Carpenter, Karl F. Hirsch, John R. Horner. — New York : Cambridge University press, 1994. — 372 с.
- The Upper Jurassic Morrison Formation: An Interdisciplinary Study / Kenneth Carpenter, Dan Chure, James Ian Kirkland. — Taylor & Francis, 1994. — Т. 22. — (Modern geology) — ISBN 90-5699-183-3.
- Dinosaur Systematics: Approaches and Perspectives / Kenneth Carpenter, Philip J. Currie. — перше. — New York : Cambridge University Press, 1992. — 356 с. — ISBN 978-0521438100.

Статті
- Carpenter, K. with Kirkland, J.I., Burge, D.L., & Bird, J. Disarticulated skull of a new primitive ankylosaurid from the Lower Cretaceous of Utah / ред. Carpenter, K. // The Armored Dinosaurs. Indiana University Press. — 2001.
- Philip J. Currie, Kenneth Carpenter. A new specimen of Acrocanthosaurus atokensis (Theropoda, Dinosauria) from the Lower Cretaceous Antlers Formation (Lower Cretaceous, Aptian) of Oklahoma, USA // Geodiversitas. — 1999. — Т. 22, № 2.
- Carpenter, K., Kirkland, J.I., Burge, D.L., & Bird, J. Ankylosaurs (Dinosauria: Ornithischia) of the Cedar Mountain Formation, Utah, and their stratigraphic distribution / ред. Gillette, D. // Vertebrate Paleontology in Utah, Utah Geological Survey Miscellaneous Publication. — 1999. — 9 с.
- Kenneth Carpenter, Clifford Miles, Karen Cloward. Skull of a Jurassic ankylosaur (Dinosauria) // Nature. — 1998. — Т. 393, № 6687. — С. 782-783. — doi:10.1038/31684.
- Kirkland, J.I. and Carpenter, K. North America's first pre-Cretaceous ankylosaur (Dinosauria) from the Upper Jurassic Morrison Formation of western Colorado // Brigham Young University Geology Studies. — 1994. — Т. 40.